# Dombeya repanda
Dombeya repanda är en malvaväxtart som beskrevs av John Gilbert Baker. Dombeya repanda ingår i släktet Dombeya och familjen malvaväxter. Inga underarter finns listade i Catalogue of Life.